# マレー湾
マレー湾・マリー湾・モレー湾 （英語 Moray Firth /mʌri fɜrθ/,　スコットランド・ゲール語 An Cuan Moireach, Linne Mhoireibh）は、スコットランド最大の湾である。
マレー州の北、インヴァネスの北東にあり、北海に向かって開ける。
海岸線は800キロメートル以上で、その多くが断崖である。北方のダンカンズビー・ヘッドから東方のフレーザーバラまで、行政区画で言えばハイランド、マレー、アバディーンシャーに広がる。
マレー湾にはコノン川、ネス川やスペイ川が注ぐ。湾内にはクロマーティ湾やドーノホ湾など小さな入り江や湾がある。
マレー湾は2つの部分に分けられ、奥のインナー・マレー湾（Inner Moray Firth）は伝統的にインヴァネス湾（Firth of Inverness）と呼ばれ、外側の北海寄りの部分をアウター・マレー湾（Outer Moray Firth）と呼ぶ。

## 自然保護と経済
マレー湾は、クジラ・イルカ観察の海岸としてイギリスで最も重要な場所の一つである。最も一般的な種は、ハンドウイルカとネズミイルカ、ミンククジラである。マイルカ属などその他のハクジラ類とヒゲクジラ類も時折見られる。人気のある野生動物観察場所は、インナー・マレー湾内のシャノンリー・ポイントで、イルカの壮観な眺めを見られる。ビジター・センターがスペイ湾とノース・ケソックにあり、クジラ・イルカ自然保護協会が運営している。
一方で、重要な油田と漁場でもある。アウター・マレー湾のベアトリス油田は北海油田に最も近い。水産業は、ホタテガイとノルウェー・ロブスターに集約されている。
インナーマレー湾は、自然保護目的で『特別保護区域』に指定されている。また、湾および周辺に潮間帯、塩性湿地、砂丘、アマモ属の藻場やヨーロッパハンノキの森林が多く、ハイイロガン、ヒドリガモ、オオソリハシシギなどが生息している。1997年2月にはネアン海岸一帯とドーノホ湾が、1999年に湾の最奥部とクロマーティ湾はそれぞれラムサール条約登録地となった。